# Elizabeth Manley
Pour les articles homonymes, voir Manley.
Elizabeth Manley, née le 7 août 1965 à Belleville en Ontario, est une patineuse artistique canadienne. Elle est notamment médaillée d'argent aux Jeux olympiques d'hiver de 1988 et aux Championnats du monde de 1988.

## Biographie

### Carrière sportive
Elizabeth Manley a commencé le patinage artistique à l'âge de deux ans et demi. Elle s'y est d'abord intéressée parce que ses trois frères jouaient au hockey et que son père était entraîneur de hockey. Elle a ainsi passé beaucoup de temps à la patinoire. En 1981, Elizabeth Manley est 3e aux Championnats du monde junior et aux Championnats canadiens. Après un arrêt en 1983, elle revient en 1984 et prend la 13e place aux Jeux olympiques. Après deux deuxièmes places, Manley devient championne canadienne en 1985, 1987 et 1988. Elle est deuxième aux Championnats du monde en 1988 puis prend l'argent aux Jeux olympiques d'hiver de 1988 à Calgary, dans son pays. Elle devient membre de l'Ordre du Canada la même année.

### Reconversion
Après sa carrière sportive, Manley fait des spectacles puis devient entraîneuse avant de publier deux autographies.

## Palmarès
| Compétitions principales | 1981    | 1982    | 1983    | 1984    | 1985    | 1986    | 1987    | 1988    |  |  |  |  |  |  |
| Jeux olympiques d'hiver  |         |         |         | 13e     |         |         |         | 2e      |  |  |  |  |  |  |
| Championnats du monde    |         | 13e     |         | 8e      | 9e      | 5e      | 4e      | 2e      |  |  |  |  |  |  |
| Championnats du Canada   | 3e      | 2e      | 4e      | 2e      | 1re     | 2e      | 1re     | 1re     |  |  |  |  |  |  |
|                          |         |         |         |         |         |         |         |         |  |  |  |  |  |  |
| Autres compétitions      | 1980/81 | 1981/82 | 1982/83 | 1983/84 | 1984/85 | 1985/86 | 1986/87 | 1987/88 |  |  |  |  |  |  |
| Skate America            |         |         | 8e      |         |         |         |         |         |  |  |  |  |  |  |
| Skate Canada             |         | 6e      |         |         |         | 2e      | 1re     | 2e      |  |  |  |  |  |  |
| Moscou Skate             |         |         | 8e      |         |         |         |         |         |  |  |  |  |  |  |
| Trophée NHK              |         |         |         |         | 5e      |         |         |         |  |  |  |  |  |  |
|                          |         |         |         |         |         |         |         |         |  |  |  |  |  |  |